# Paul Froment
Pour les articles homonymes, voir Froment.
Paul Froment, né le 17 janvier 1875 à Floressas (Lot) et mort le 10 juin 1898 aux Roches-de-Condrieu (Rhône), est un poète occitan du XIXe siècle et un félibre du Quercy.

## Biographie
Avec Alban Vergne, conservateur du Musée Municipal de Villeneuve-sur-Lot, ils sont rédacteurs de la revue occitane Lou Calel. Ils organisent une exposition rétrospective de l'œuvre de leur ami, le peintre André Crochepierre, en collaboration avec Évariste Malbec. 
Depuis 1972, le prix pan-occitan Paul-Froment, initié à l'Escòla occitana d'estiu à Penne-d'Agenais, récompense des auteurs en langue occitane.

## Pour approfondir